# Damaeus
Damaeus är ett släkte av kvalster som beskrevs av Carl Ludwig Koch 1836. Damaeus ingår i familjen Damaeidae.

## Dottertaxa tillDamaeus, i alfabetisk ordning[1][2]
- Damaeus aborigensis
- Damaeus affinis
- Damaeus ainu
- Damaeus aleinikovae
- Damaeus alticola
- Damaeus angulatus
- Damaeus angustipes
- Damaeus angustirostratus
- Damaeus aokii
- Damaeus appalachicus
- Damaeus arcticola
- Damaeus arvernensis
- Damaeus auritus
- Damaeus australis
- Damaeus bacillum
- Damaeus bakeri
- Damaeus barbatulus
- Damaeus berlesei
- Damaeus bituberculatus
- Damaeus brevisetosus
- Damaeus brevitibialis
- Damaeus bulbipedata
- Damaeus bulbofemoralis
- Damaeus camtschaticus
- Damaeus canadensis
- Damaeus chukchi
- Damaeus cincinnatus
- Damaeus clavipes
- Damaeus coreanus
- Damaeus costanotus
- Damaeus coxalis
- Damaeus craigheadi
- Damaeus crassisensillatus
- Damaeus crispatus
- Damaeus culterisetosus
- Damaeus curtipes
- Damaeus echinopus
- Damaeus elegantis
- Damaeus farinosus
- Damaeus firmus
- Damaeus flagellatus
- Damaeus flagellifer
- Damaeus flagelloides
- Damaeus flexispinosus
- Damaeus flexus
- Damaeus floccosus
- Damaeus floridus
- Damaeus folium
- Damaeus formica
- Damaeus foroliviensis
- Damaeus fortisensillus
- Damaeus fortispinosus
- Damaeus fragilis
- Damaeus gibbofemoratus
- Damaeus gilyarovi
- Damaeus globifer
- Damaeus glycyphagoides
- Damaeus granulatus
- Damaeus groenlandicus
- Damaeus grossmani
- Damaeus hammerae
- Damaeus hastatus
- Damaeus inornatus
- Damaeus johnstoni
- Damaeus kamaensis
- Damaeus karelicus
- Damaeus khustaiensis
- Damaeus kodiakensis
- Damaeus koyukon
- Damaeus longipedus
- Damaeus longipes
- Damaeus longispinosus
- Damaeus longitarsalis
- Damaeus mackenziensis
- Damaeus maximus
- Damaeus michaeli
- Damaeus microspinus
- Damaeus microtuberculatus
- Damaeus mitlsensillus
- Damaeus mongolicus
- Damaeus nasutus
- Damaeus nidicola
- Damaeus nivalis
- Damaeus nortoni
- Damaeus olitor
- Damaeus onustus
- Damaeus opilioides
- Damaeus oritizi
- Damaeus paraspinosus
- Damaeus pavlovskii
- Damaeus pinguis
- Damaeus plumosus
- Damaeus pomboi
- Damaeus pseudoauritus
- Damaeus puritanicus
- Damaeus pyrenaicus
- Damaeus quadrituberculatus
- Damaeus recasensi
- Damaeus riparius
- Damaeus selgae
- Damaeus setiger
- Damaeus smirnovi
- Damaeus subiasi
- Damaeus tatricus
- Damaeus tauricus
- Damaeus tenuisetosus
- Damaeus tenuissimus
- Damaeus tenuitibialis
- Damaeus torquisetosus
- Damaeus traegardhi
- Damaeus trigonalis
- Damaeus tritylos
- Damaeus uenoi
- Damaeus variabilis
- Damaeus weigmanni
- Damaeus verrucatus
- Damaeus yunnanensis